# Битва за Пусан
Битва за Пусан (кор. 釜山鎭戰鬪, 부산진전투, яп. 釜山鎮の戦い, ふざんちんのたたかい) — бій, що відбувся 25 травня 1592 року між японськими і корейськими військами за корейське місто Пусан на початку Японсько-корейської війни. Закінчився перемогою японців.

## Передумови
23 травня 1592 року, опівдні, авангард японських завойовників прибув на 400 легких човнах з Цусіми до Пусанської затоки. Це була 1-а японська експедиційна армія числом 18 700 вояків. Основу війська становили загони командира армії Конісі Юкінаґи (7000 вояків). Крім цього в складі війська перебували підрозділи Со Йосітосі (5000 вояків), Мацури Сіґенобу (3000 вояків), Аріми Харунобу (2000 вояків), Омури Йосіакі (1000 вояків) та Ґото Суміхару (700 вояків). Більшість особового складу складали піхотинці-християни з регіону Кюсю, озброєні аркебузами. Армія не десантувалася, а чекала у порту. Японці сподівалися, що корейці пропустять їх без бою до китайського кордону, оскільки головною метою походу було завоювання Китаю, а Кореї.
Тим часом, корейська сторона помітила наближення ворога ще зранку. Командир Пусанського гарнізону 60-річний Чон Баль підняв тривогу, зачинив усі ворота фортеці й віддав наказ готуватися до оборони. Він розіслав гінців у сусідні форти, повідомляючи про японців. Корейський лівий і правий флоти провінції Кьонсан під командуванням Пак Хона й Вон Гюна не наважувалися атакувати японські сили на морі, хоча й мали чисельну й технічну перевагу. Це була перша велика помилка корейців у війні.
О 19:30 японський командувач Со Йосітосі у супроводі буддистського ченця Ґенсо, передав захисникам Пусану листа, в якому вимагав пропустити японську армію без бою до Китаю. Корейці відповіли мовчанням, що було розцінене як відмова. 24 травня, о 4:00, японська експедиційна армія почала висаджуватися на берег.

## Перебіг
З метою подолати лінію оборони противника і закріпитися на південному узбережжі Корейського півострова японці розділили свої сили. Було вирішено провести одночасні удари по декількох корейських укріпленнях: Пусану, фортеці Таде в гирлі річки Нактон і порту Сопьон. Атаку першого пункту взяв на себе Со Йосітосі, зять Конісі Юкінаґи.
Ввечорі, 24 травня 1592 року, японські війська підступили до Пусану. Со Йосітосі востаннє звернувся до корейського командира Чон Баля з вимогою здатися, обіцяючи не завдавати шкоди корейцям. Чон Баль відповів відмовою, пояснивши що має накази корейського правителя спинити натиск японських завойовників.
25 травня, рано-вранці, японці пішли на приступ Пусану. Корейський гарнізон оборонявся допоки не вичерпалися стріли. Коли вогонь японських аркебуз зніс усіх захисників на стінах, завойовники увірвалися в Пусан. За описом тогочасного учасника штурму, японського вояка Йосіно Дзінґодзаемона, місто було винищено на корню:
|  | Ми бачили людей, які тікали й намагалися сховатися між будинків; ті, хто не міг сховатися, вибігали до Східної брами, й склавши руки кричали до нас китайською «Мано! Мано!», ймовірно благаючи помилування. Попри це, наші війська рвалися вперед і рубали їх, приносячи криваві жертви богові війни. Голови стинали всім — і чоловікам, і жінкам, і навіть собакам з кішками. |

## Наслідки
Бій закінчився близько 9:00. Опір корейців було остаточно подолано. За японськими підрахунками кількість убитих захисників і мешканців міста склала 8500 осіб. Близько 200 чоловіків та жінок потрапило в полон. Командир Пусанського гарнізону Чон Баль був убитий. Поряд з ним знайшли тіло його 18-річної наложниці Ехян, яка наклала на себе руки.
Дізнавшись про падіння Пусану, Пак Хон, командир лівого флоту провінції Кьонсан, замість того, щоби атакувати японську армаду з моря, потопив свій флоти у водах морської бази Кічан. Сто великих кораблів, серед яких було 50 пханоксонів, — одна четверта усього корейського флоту були пущені на дно, аби не дістатися противнику. Сам Пак Хон втік до Сеулу, кинувши напризволяще офіцерів та матросів. Останні також розбіглися, наслідуючи приклад командира.
Битва за Пусан засвідчила непідготовленість Кореї до війни. Корейська зброя, обладунки, вишкіл і тактика ведення бою поступалося японським. Корейський флот, який переважав японський за всіма показниками, використаний не був через слабодухість командування. В результаті, Пусан був перетворений на головну базу японських військ в Кореї, зв'язковий пункт між Корейським півостровом і Японією.